# Movimiento Armado Mapachista
El movimiento armado Mapachista se basó en un ejército de civiles conservadores organizado por las élites dominantes de Chiapas, México, para repeler el de todos por el avances de las fuerzas Carrancistas durante la Revolución mexicana (1910-1920). Por medio del Acta de Canguí (1914), el movimiento Mapachista se constituye como grupo opositor a las fuerzas de ocupación del General Carrancista Jesús Agustín Castro. Tiburcio Fernández Ruíz era el líder del movimiento.
El movimiento Mapachista era parte del Villismo,[cita requerida] presentando permanente resistencia al Carrancismo entre 1914 y 1920. Al igual que hizo con las demás ramificaciones villistas y zapatistas del resto del país luego de los asesinatos de Villa y Zapata, Álvaro Obregón adopta al movimiento luego del asesinato de Pancho Villa. Es hasta 1920, y sólo gracias al ascenso presidencial del Gral. Álvaro Obregón, que se firma la paz entre los Mapachistas y el gobierno federal, ratificando -con modificaciones sustantivas- el pacto de 1924 entre el estado de Chiapas y la Federación.
Las fuerzas carrancistas, en sus inicios, representaron para muchos chiapanecos proletariados la oportunidad de liberarse del yugo terrateniente. Sin embargo, los carrancistas no lograron sostener esas esperanzas debido a numerosos actos de vandalismo cometidos por soldados carrancistas, situaciones de las que los mapachistas supieron sacar ventaja en contra de la popularidad carrancista. A la postre, los mapachistas no lograron ganar la revolución local; fueron factores nacionales los que provocaron la retirada carrancista. La derrota militar de Carranza a manos de Obregón fue el factor decisivo para el retiro carrancista de Chiapas.

## Principales jefes militares mapachistas por grado

### General de División
- Tiburcio Fernández Ruiz

### General de Brigada
- Tirso Castañón

### General Brigadier
- Francisco Ruiz
- Alberto Pineda
- Hector Macías
- Fausto Ruíz
- Rubén Culebro

### Coronel
- Sinar Corzo
- Jorge Grajales
- Leocadio Velasco
- Lizandro Villafuerte
- Pablo Camacho
- Esaú Aguilar
- Venturino Ruíz
- Filadelfo Grajales
- Virgilio Orantes
- Gabriel Muñoz

### Mayor
- Alfonso Zorrilla
- Francisco Quevedo
- Vicente Rincón
- Pacífico Rojas

### Capitán primero
- Federico Castellanos
- Agustín Gordillo
- Sócrates Fernández
- Rutilio Pascacio
- Antonio Ruíz
- Arturo Ruíz
- Gudelio Ruíz
- Virgilio Culebro

### Capitán segundo
- Francisco Grajales
- Venancio Córdova
- Eusebio Palacios
- Rubén Cañas
- Gregorio Ruíz

### Grados menores
- Teniente José Manuel Zebadúa Palacios
- Subteniente Joaquín Zebadúa Sarmiento
- Subteniente Fidel Zebadúa Sarmiento
- José María Bristain Torres (originario de la Ciudad de Tuxtla Gutiérrez, Chiapas; que se desconoce el grado que obtuvo)